# Wąski Potok
Wąski Potok (niem. Lämmergrund) – potok w Sudetach w zachodniej części Karkonoszy, lewy dopływ Kamieńczyka. Ma źródła pomiędzy Mumlawskim Wierchem a Przedziałem. Płynie głębokim jarem na wschód.
Płynie po granicie i jego zwietrzelinie. Cały obszar zlewni Wąskiego Potoku porośnięty jest górnoreglowymi lasami świerkowymi, przy czym część z nich została w ostatnich latach zniszczona i wyrąbana.